# Laurencella
Laurencella är ett släkte av insekter. Laurencella ingår i familjen pärlsköldlöss.
Kladogram enligt Catalogue of Life:
| Laurencella | \| \| Laurencella colombiana \| \| \| \| \| \| Laurencella marikana \| \| \| \| |
|             | \| \| Laurencella colombiana \| \| \| \| \| \| Laurencella marikana \| \| \| \| |
|             | Laurencella colombiana                                                          |
|             |                                                                                 |
|             | Laurencella marikana                                                            |
|             |                                                                                 |